# Tiburon Challenger 2012
Il Tiburon Challenger 2012 è stato un torneo professionistico di tennis maschile giocato sul cemento. È stata la 6ª edizione del torneo, facente parte dell'ATP Challenger Tour nell'ambito dell'ATP Challenger Tour 2012. Si è giocato a Tiburon negli USA dall'8 al 14 ottobre 2012.

## Partecipanti ATP

### Teste di serie
| Nazionalità | Giocatore       | Ranking* | Testa di serie |
| ----------- | --------------- | -------- | -------------- |
| Germania    | Benjamin Becker | 85       | 1              |
| Stati Uniti | James Blake     | 97       | 2              |
| Stati Uniti | Ryan Sweeting   | 136      | 3              |
| Stati Uniti | Wayne Odesnik   | 137      | 4              |
| Italia      | Matteo Viola    | 146      | 5              |
| Stati Uniti | Tim Smyczek     | 153      | 6              |
| Stati Uniti | Denis Kudla     | 160      | 7              |
| Stati Uniti | Bobby Reynolds  | 162      | 8              |

- 1 Ranking al 1º ottobre 2012.

### Altri partecipanti
Giocatori che hanno ricevuto una wild card:
- Christian Harrison
- Bradley Klahn
- Michael McClune
- Daniel Nguyen

Giocatori che hanno ricevuto un entry come special exempt:
- Daniel Kosakowski

Giocatori che sono passati dalle qualificazioni:
- Jeff Dadamo
- Chris Guccione
- Nicolas Meister
- Frederik Nielsen

## Campioni

### Singolare
- Jack Sock ha battuto in finale  Miša Zverev con il punteggio di 6–1, 1–6, 7–6(3).

### Doppio
- Rik De Voest /  Chris Guccione hanno battuto in finale  Jordan Kerr /  Andreas Siljeström con il punteggio di 6–1, 6–4.